# Eryngium mesopotamicum
Eryngium mesopotamicum är en flockblommig växtart som beskrevs av Troels Myndel Pedersen. Eryngium mesopotamicum ingår i släktet martornar, och familjen flockblommiga växter. Inga underarter finns listade i Catalogue of Life.